# سولار (شهرضا)
سولار هي قرية في مقاطعة شهرضا، إيران. يقدر عدد سكانها بـ 409 نسمة بحسب إحصاء 2016.